# Andorranische Eishockeynationalmannschaft
Die andorranische Eishockeynationalmannschaft gehört dem andorranischen Eishockeyverband Federació Andorrana d’Esports de Gel an und vertritt diesen bei internationalen Wettbewerben.

## Geschichte
Obwohl seit 1987 in Andorra Eishockey gespielt wurde, wurde erst 2017 erstmals eine andorranische Eishockeynationalmannschaft organisiert. Sie debütierte beim auf Vorschlag des andorranischen Verbandes gegründeten Development Cup, der in Andorra ausgespielt wurde. Im ersten Spiel verlor man gegen Portugal erst im Penaltyschießen. Die restlichen drei Spiele gingen in regulärer Spielzeit verloren. Bei der zweiten Auflage des Turniers 2018 verlor Andorra erneut alle fünf Spiele und beendete das Turnier auf dem vierten und letzten Platz. Beim Development Cup 2022 gelang mit einem 12:0 gegen Portugal der erste Sieg.

### IIHF Development Cup
- 2017: 4. Platz
- 2018: 4. Platz
- 2022: 5. Platz